# 中島彰吾 (野球)
中島 彰吾（なかしま しょうご、1992年6月15日 - ）は、福岡県小郡市出身の元プロ野球選手（投手）。右投右打。

## 経歴

### プロ入り前
小学生時代に、実兄と共に味坂クラブで野球をスタート。小郡市立宝城中学校で軟式野球部へ所属すると、1年時から三塁手兼投手、1年秋からエースとして活躍した。
大牟田高校への進学後は、右翼手としての起用を経て、2年秋からエースの座を確保。しかし、在学中は春夏ともに、全国大会への出場経験がなかった。
福岡大学への進学後は、主に救援投手として、九州六大学野球のリーグ戦で登板。2年時と3年時には明治神宮野球大会での救援登板も果たしたが、リーグ戦では通算18試合の登板で1勝2敗にとどまった。梅野隆太郎・信楽晃史は、いずれも1年先輩に当たる。
2014年の育成選手ドラフト会議で、東京ヤクルトスワローズから1巡目で指名。支度金300万円、年俸300万円（金額は推定）という条件で、育成選手として入団した。背番号は111。

### ヤクルト時代
2015年には、イースタン・リーグ公式戦12試合に登板。通算13イニング、防御率1.38、奪三振15の成績を残した。その一方で、二軍の内・外野手に故障者が続出したことから、7月8日の対東北楽天ゴールデンイーグルス戦では「8番・左翼手」としてスタメンに起用。公式戦ではプロ入り初めての打席に立ったほか、4打数無安打という打撃成績ながら、最後まで左翼手として出場した。
2016年5月2日、10試合連続無失点、防御率2.40の成績が評価されて、支配下選手契約へ移行するとともに、背番号を71へ変更した。5月4日に一軍昇格したが、登板機会がないまま5月13日に登録抹消。7月9日の中日ドラゴンズ14回戦で8回からの救援登板で一軍初登板を果たし、1回1/3を無失点に抑えた。
2017年は一軍公式戦は2試合しか登板機会はなく、10月3日に球団から戦力外通告を受けた。

### 海外リーグ時代
台湾のウィンタートライアウトに「アジアンアイランダース」の一員として参加した。ここでの活躍がオランダの野球リーグ・ホーフトクラッセ関係者の目に留まり、2018年2月22日、デ・フラスコニング・ツインズへの入団が決定した。4月27日の開幕戦に先発登板し、4回を無失点に抑えた。その後8月にはオーストラリアのシドニー・ブルーソックスに移籍した。
2019年に新規契約先を探すためのトラベルチーム「アジアン・ブリーズ」に参加。しかし、希望していたリーガ・メヒカーナ・デ・ベイスボルやメジャーリーグ球団からのオファーはなく、他国の球団やアマチュア球団からのオファーはあったものの、肩の状態などから自分の限界を感じて現役引退を決断した。

### 現役引退後
帰国後の2019年8月、父親の勧めで福岡県久留米市の印刷会社・丸信に入社し、営業マンとなった。その後福岡県八女市の株式会社アグリスに入社して農業関係の仕事に従事している。

## 選手としての特徴
制球で崩れることがない。スライダーが一番自信がある球種。

## 詳細情報

### 年度別投手成績
| 年 度    | 球 団    | 登 板 | 先 発 | 完 投 | 完 封 | 無 四 球 | 勝 利 | 敗 戦 | セ 丨 ブ | ホ 丨 ル ド | 勝 率 | 打 者 | 投 球 回 | 被 安 打 | 被 本 塁 打 | 与 四 球 | 敬 遠 | 与 死 球 | 奪 三 振 | 暴 投 | ボ 丨 ク | 失 点 | 自 責 点 | 防 御 率 | W H I P |
| -------- | -------- | ----- | ----- | ----- | ----- | -------- | ----- | ----- | -------- | ----------- | ----- | ----- | -------- | -------- | ----------- | -------- | ----- | -------- | -------- | ----- | -------- | ----- | -------- | -------- | ------- |
| 2016     | ヤクルト | 3     | 0     | 0     | 0     | 0        | 0     | 0     | 0        | 0           | ----  | 14    | 3.0      | 4        | 0           | 2        | 0     | 0        | 2        | 0     | 0        | 2     | 2        | 6.00     | 2.00    |
| 2017     | ヤクルト | 2     | 0     | 0     | 0     | 0        | 0     | 0     | 0        | 0           | ----  | 26    | 4.2      | 11       | 3           | 1        | 0     | 0        | 3        | 0     | 0        | 7     | 7        | 13.50    | 2.57    |
| NPB：2年 | NPB：2年 | 5     | 0     | 0     | 0     | 0        | 0     | 0     | 0        | 0           | ----  | 40    | 7.2      | 15       | 3           | 3        | 0     | 0        | 5        | 0     | 0        | 9     | 9        | 10.57    | 2.35    |

### 記録
- 初登板：2016年7月9日、対中日ドラゴンズ14回戦（明治神宮野球場）、8回表二死に5番手で救援登板、1回1/3を無失点
- 初奪三振：同上、9回表にアンダーソン・エルナンデスから見逃し三振

### 背番号
- 111（2015年 - 2016年5月1日）
- 71（2016年5月2日 - 2017年）
- 62（2018年）